# Арутюнян, Вячеслав Варназович
Вячесла́в Варна́зович Арутюня́н (з.-арм. Վյաչեսլաւ Հարութիւնեան, в совр. орф. Վյաչեսլավ Հարությունյան; 10 августа 1948, Ахалкалаки, Грузинская ССР — 27 февраля 2009, Москва) — армянский военный деятель, генерал-майор армии (1992), старший брат Вагаршака Арутюняна.

## Биография
- 1968—1973 — юридический факультет Кубанского государственного университета.
- 1973—1987 — участвовал в боях Афганистана.
- 1987—1991 — работал в аппарате национальной безопасности Армении.
- 1991—1993 — первый заместитель министра национальной безопасности Армении.
- 1993—1997 — советник премьер-министра Армении.
- 1997—2002 — был министром по чрезвычайным ситуациям Армении.

Скончался 27 февраля 2009 года, похоронен на Хованском кладбище в Москве.